# Municipio de Foster (condado de Beadle)
El municipio de Foster (en inglés: Foster Township) es un municipio ubicado en el condado de Beadle en el estado estadounidense de Dakota del Sur. En el año 2010 tenía una población de 77 habitantes y una densidad poblacional de 0,82 personas por km².

## Geografía
El municipio de Foster se encuentra ubicado en las coordenadas 44°30′20″N 97°54′26″O / 44.50556, -97.90722. Según la Oficina del Censo de los Estados Unidos, el municipio tiene una superficie total de 93.4 km², de la cual 93,2 km² corresponden a tierra firme y (0,22 %) 0,2 km² es agua.

## Demografía
Según el censo de 2010, había 77 personas residiendo en el municipio de Foster. La densidad de población era de 0,82 hab./km². De los 77 habitantes, el municipio de Foster estaba compuesto por el 90,91 % blancos, el 1,3 % eran afroamericanos, el 1,3 % eran amerindios, el 3,9 % eran de otras razas y el 2,6 % eran de una mezcla de razas. Del total de la población el 5,19 % eran hispanos o latinos de cualquier raza.